# Comatulida
Los comatúlidos (Comatulida) son un orden de crinoideos de la subclase Articulata. Este orden incluye el 85% de los crinoideos vivos. En la actualidad, existen cerca de 540 especies, comprendidas en 142 géneros y 18 familias.

## Morfología

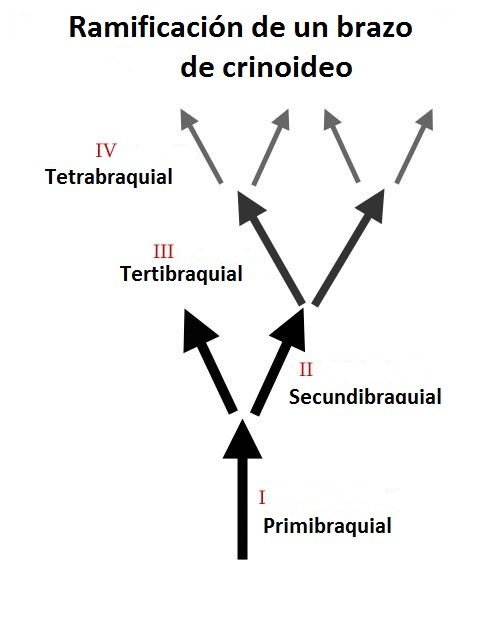

Su cuerpo está formado por un disco en forma de copa o cáliz, compuesto de 2 o 3 anillos de placas fusionadas. En su interior, la cavidad alberga las vísceras del animal. El ano está situado central o subcentralmente en el disco, y la boca, en un lateral, o en el centro, y tiene una serie de pínnulas alrededor, delgadas y flageladas, formando un peine. Estas pínnulas son rígidas y tienen la función de proteger las aberturas del animal al exterior. Son de simetría pentarradial, como todos los crinoideos.
De la placa centro-dorsal parten 5 brazos, que, normalmente, se ramifican y subdividen en otros, según las especies. Los brazos se componen de una serie de osículos, o huesecillos, articulados, ligamentos, músculos, y en su interior cuentan con extensiones de los sistemas nervioso, vascular y reproductivo. La primera serie de osículos, o primibraquial, nace de cada una de las cinco placas radiales de cada brazo, las segundas series nacen del último osículo de la primibraquial, del que parten dos series, o secundibraquial, y así consecutivamente. Los patrones del número de osículos y/o braquiales de los brazos sirven para identificar especies, géneros, y, en ocasiones, familias.
También llamados rayos, los brazos están pinnulados en un mismo plano, lo que les da la apariencia de plumas, de ahí uno de los nombres comunes de los crinoideos en inglés: featherstar, o estrella de plumas.
En su parte aboral, o inferior, las especies del suborden Comatulidina poseen unos apéndices alargados para anclarse al sustrato, denominados cirri. Las especies pertenecientes a los subórdenes Bourgueticrinina y Guillecrinina carecen de ellos, utilizando para anclarse un disco terminal o radix.
Como la mayoría de los crinoideos, y muchos géneros del filo Echinodermata, poseen la capacidad de auto-amputarse un brazo, en situaciones de peligro para el animal. A esta facultad de algunos animales se le denomina autotomía, y, en el caso que nos ocupa, se combina con otra capacidad, la de regenerarlo por completo a continuación. Con frecuencia, en sustitución del brazo amputado, desarrollan dos nuevos brazos. Aparte de los brazos, también pueden regenerar los cirri, las pínnulas o el intestino.
Para desplazarse, utilizan, tanto los cirri para "reptar" por el sustrato, como el movimiento sincronizado, y de forma alterna, de sus brazos; que oscilan verticalmente de abajo arriba, coordinados en tres grupos. En el primer arranque, el animal se eleva unos 30 cm de su anclaje, para nadar a continuación, a una velocidad de unos 6.8 cm por segundo. Tras nadar continuadamente durante unos 4 minutos, necesita un periodo de descanso de entre 5 y 17 minutos para reanudar la natación.
Sus colores pueden ser negro, amarillo, naranja, rojo, verde, blanco o marrón; en ocasiones con combinaciones de estos colores, mediante bandas concéntricas, líneas o las pínnulas en otro color.

## Hábitat y distribución
Se localizan desde la zona inter-mareal hasta profundidades abisales, aunque son más frecuentes por encima de los 100 m. Anclados a corales duros, laderas de arrecifes y fondos marinos, siempre con corrientes. 
Se distribuyen en todos los mares, excepto el Negro y el Báltico, y desde el Ártico a la Antártida.

## Alimentación
Son filtradores, y se alimentan de zooplancton, como foraminíferos, pequeños crustáceos y moluscos, y fitoplancton.

## Reproducción
Son dioicos. La reproducción sexual se produce por fertilización externa. Las larvas evolucionan de una simetría bilateral a simetría pentarradial, y poseen un tallo, que pierden al madurar, en el caso del suborden Comatulidina.

## Taxonomía
El Registro Mundial de Especies Marinas incluye las siguientes superfamilias y familias en el orden:
| - - Superfamilia Antedonoidea - Familia Antedonidae - Familia Pentametrocrinidae - Familia Zenometridae - Superfamilia Atelecrinoidea - Familia Atelecrinidae - Superfamilia Comatuloidea - Familia Comatulidae - Superfamilia Himerometroidea - Familia Colobometridae - Familia Eudiocrinidae - Familia Himerometridae - Familia Mariametridae - Familia Zygometridae - Superfamilia Notocrinoidea - Familia Aporometridae - Familia Notocrinidae | - - Superfamilia Tropiometroidea - Familia Asterometridae - Familia Calometridae - Familia Charitometridae - Familia Ptilometridae - Familia Thalassometridae - Familia Tropiometridae - Superfamilia Comatulida incertae sedis - Familia Atopocrinidae - Familia Bathycrinidae - Familia Bourgueticrinidae - Familia Guillecrinidae - Familia Phrynocrinidae - Familia Septocrinidae |

## Galería

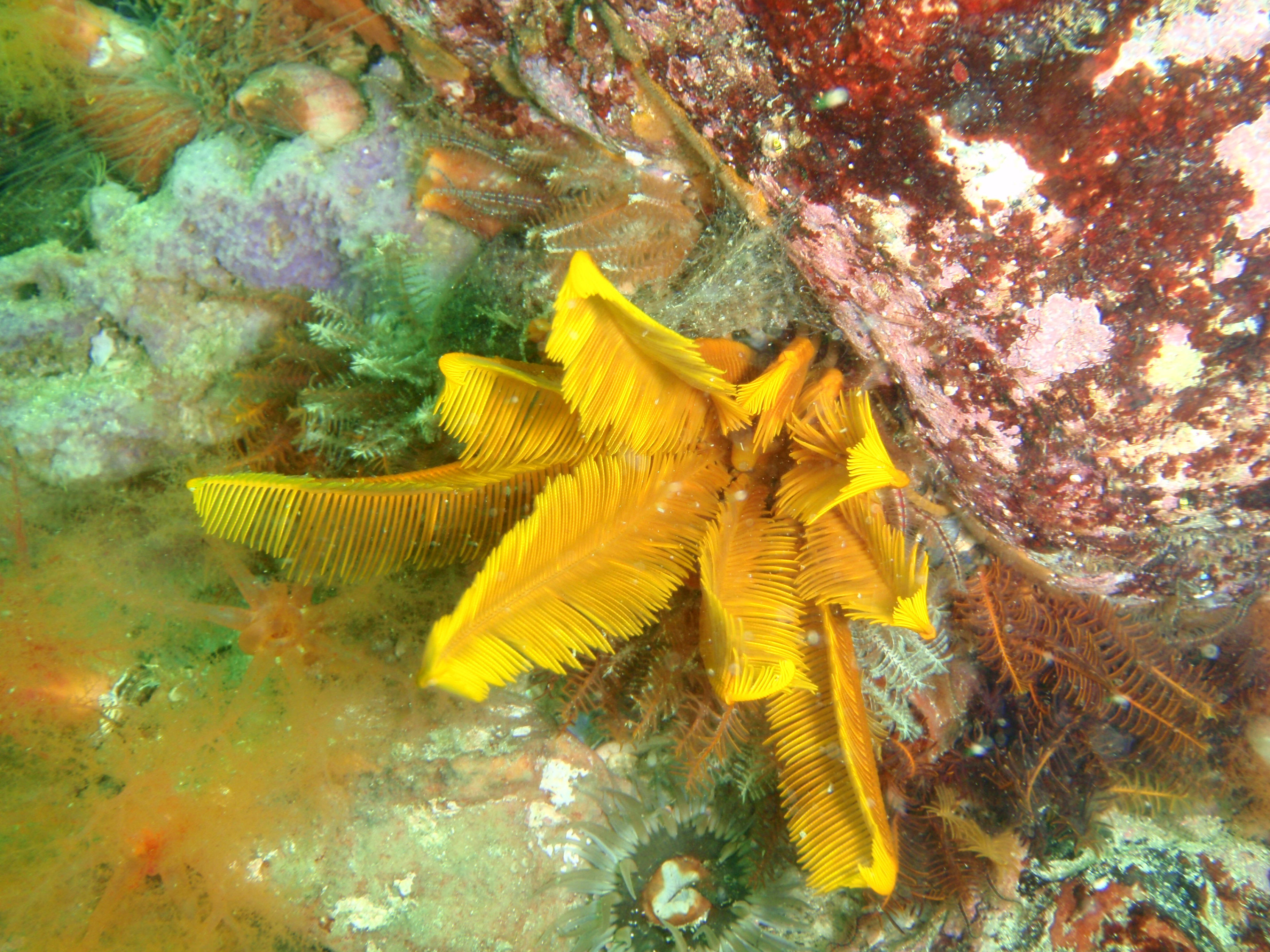
Tropiometra carinata
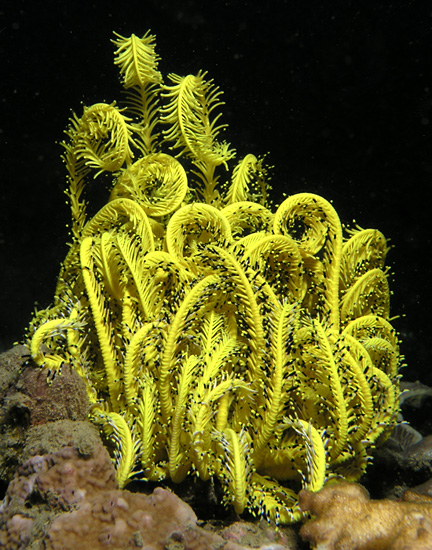
Comaster schlegelii
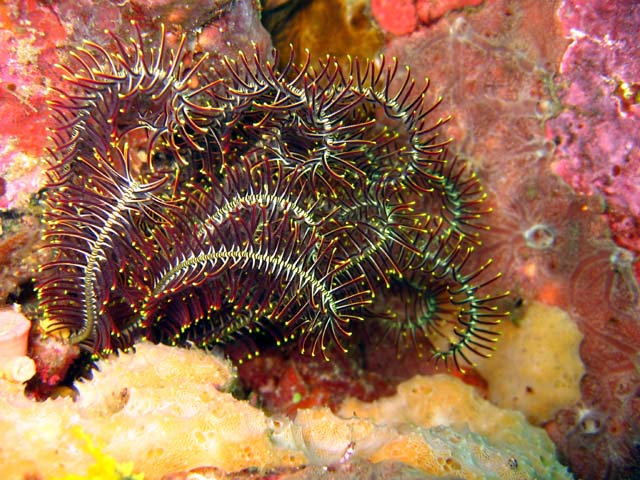
Comanthus alternans.
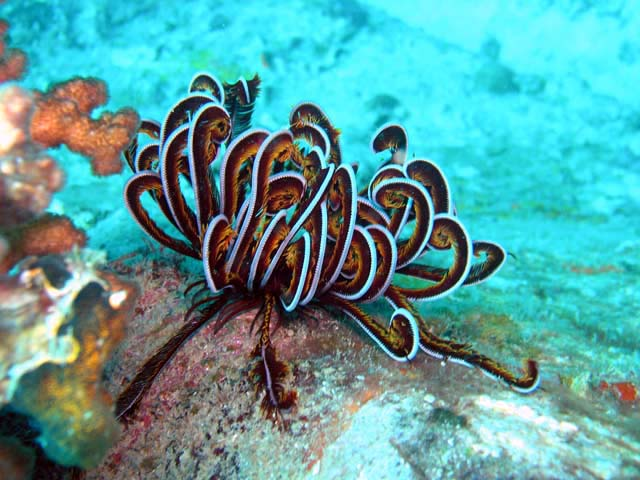
Oxycomanthus bennetti
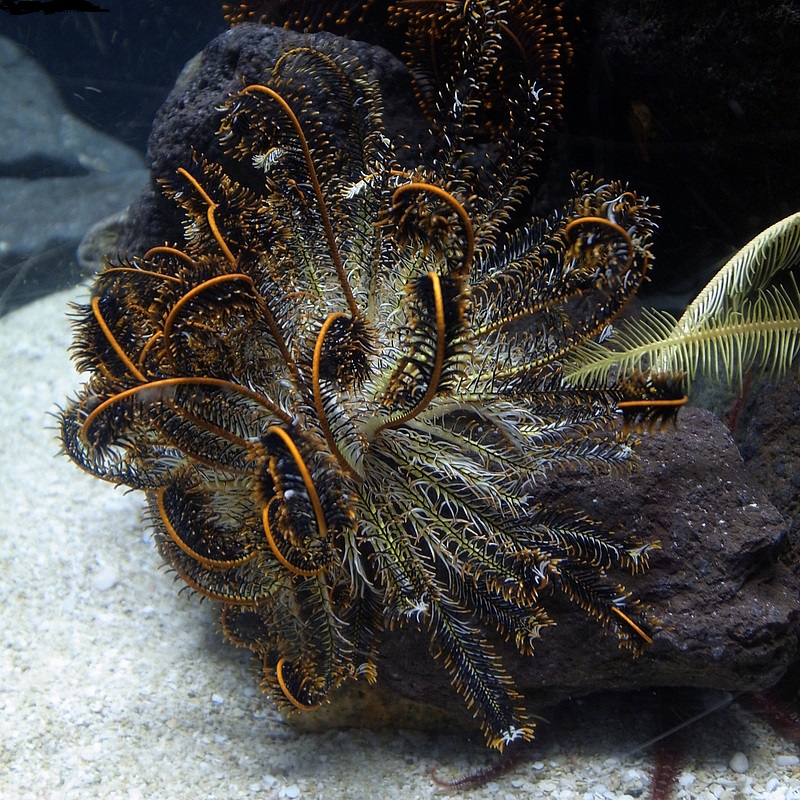
Oxycomanthus japonicus
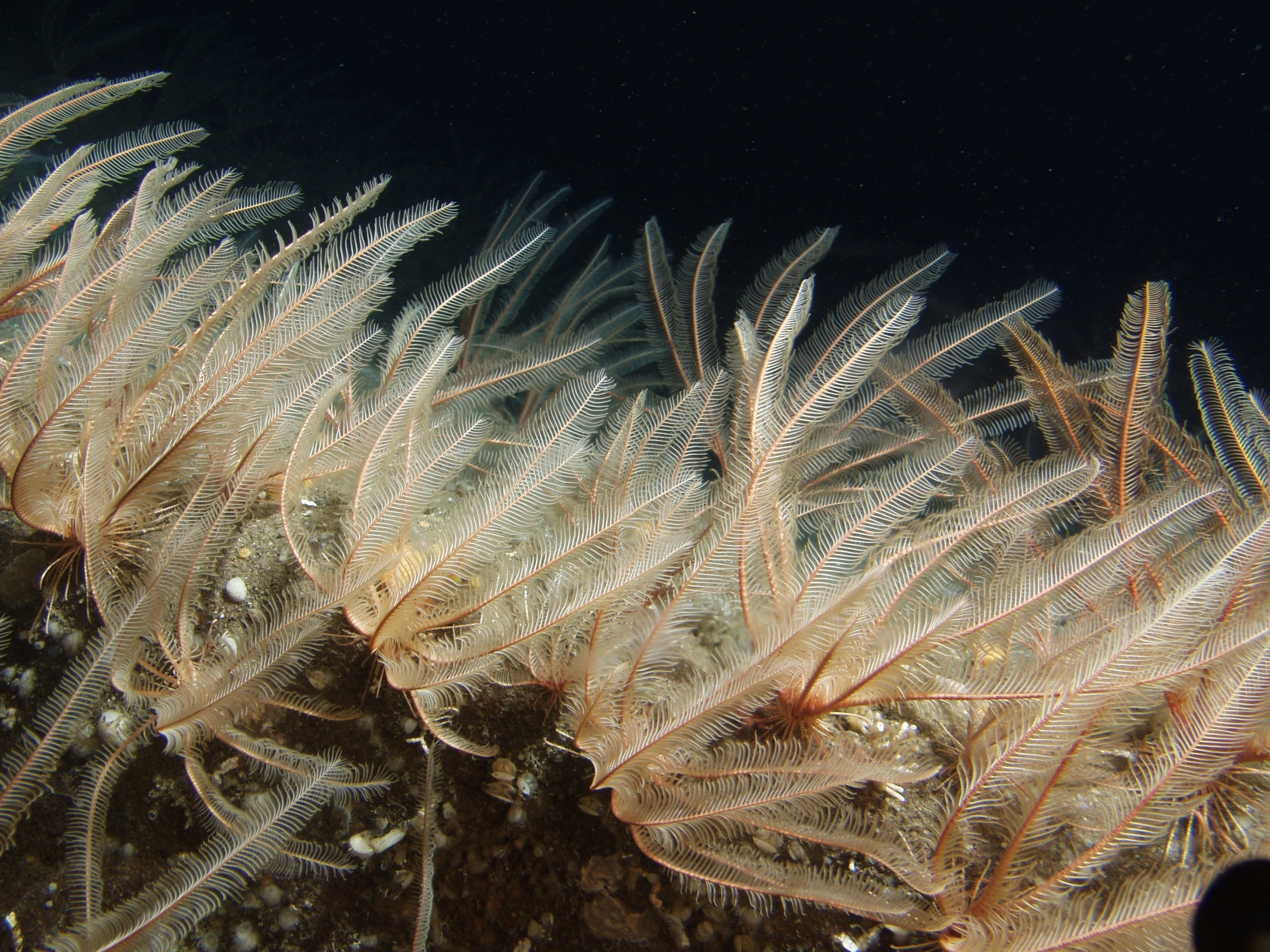
Florometra serratissima
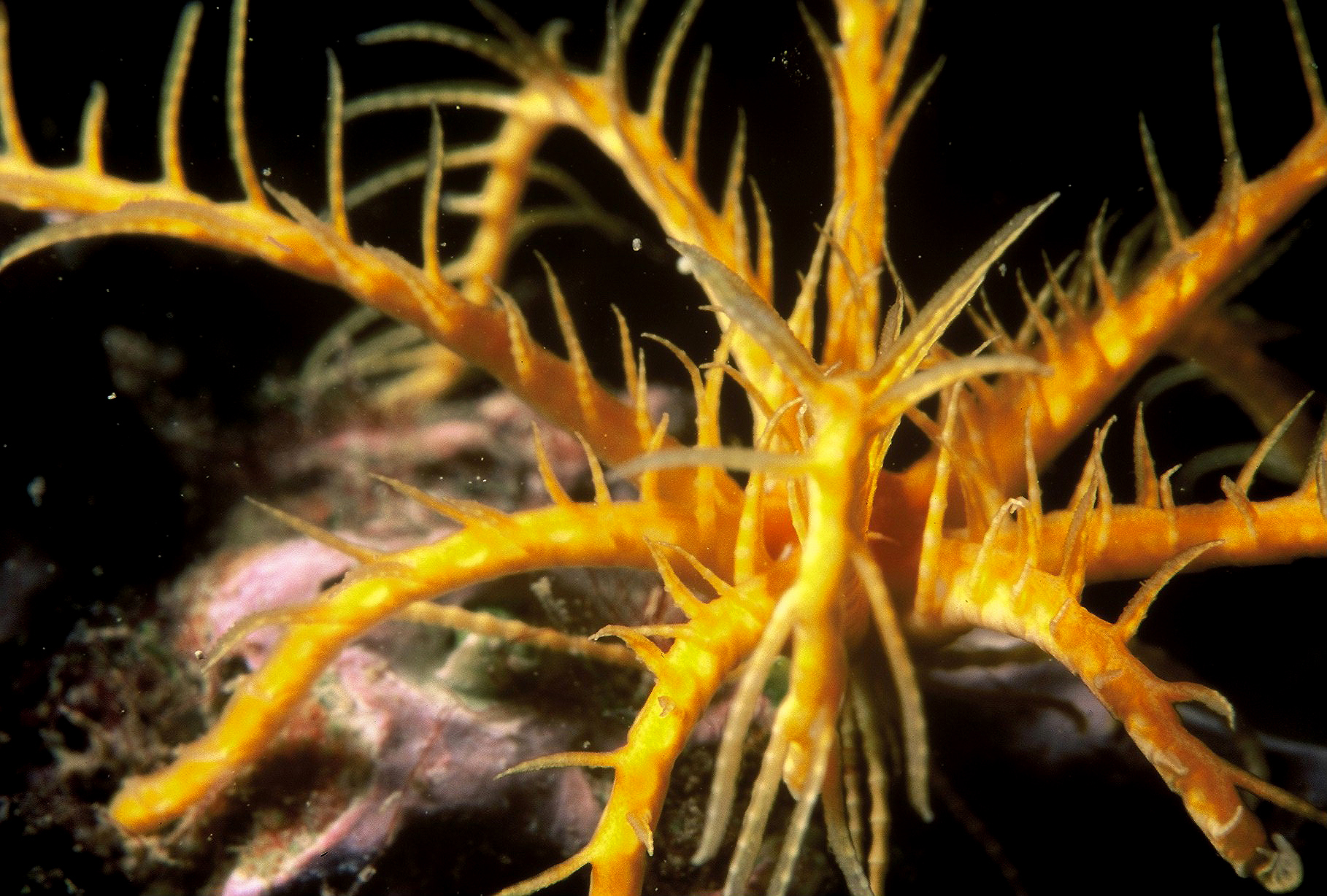
Antedon mediterranea